# Лук'янова Катерина Євгеніївна
Катери́на Євге́нівна Лук'я́нова (нар. 19 листопада 1969, м. Львів) — українська політична діячка. Колишня народна депутатка України, член фракції Блоку «Наша Україна — Народна самооборона» (з листопада 2007 року), член Комітету з питань сім'ї, молодіжної політики, спорту та туризму (з грудня 2007 року), голова підкомітету з питань молодіжної політики, сім'ї та дитинства (з січня 2008 року).

## Життєпис
Народилася 19 листопада 1969 року в м. Львів.
Освіта — вища. Закінчила Вінницький технікум м'ясної та молочної промисловості та Вінницький державний аграрний університет, за фахом — інженер-технолог.
Трудову діяльність розпочинала електромайстром зв'язку. З 1998 до 2002 року працювала помічницею-консультанткою народного депутата України В. Макеєнка, а у 2005—2006 роках — народного депутата України Івана Бокого. До обрання народною депутаткою України VI скликання займалася приватним підприємництвом.
У 1998—2006 роках — член Соціалістичної партії України. Брала участь в акції «Україна без Кучми». Через незгоду з позицією голови СПУ Олександра Мороза про створення коаліції у Верховній Раді України з Партією регіонів та Комуністичною партією України вийшла з лав СПУ.
Член партії «Вперед, Україно!», голова Вінницького обласного осередку. Голова Вінницької обласної організації ВГО «Антикримінальний вибір». Обиралася депутатом Вінницької обласної ради.
Одружена, виховує двох доньок 1990 та 2000 року народження. Проживає в м. Вінниця.